# Четиридесет и трети пехотен полк
Четиридесет и трети пехотен полк е български пехотен полк, формиран през 1912 година и взел участие в Балканската, Междусъюзническата и Първата световна война.

## Формиране
Четиридесет и втори пехотен полк е формиран на 23 септември 1912 година в Шумен от състава на 7-и пехотен преславски и 19-и пехотен шуменски полк и е подчинен на 4-a пехотна преславска дивизия.

## Балкански войни (1912 – 1913)
Полкът взема участие в Балканската война (1912 – 1913) под командването на полковник Стоян Стоянов, влиза в състава на 3-та бригада от 4-та пехотна преславска дивизия (3-та армия) и води военни действия в Чаталджанската и Одринската операция. Взема участие и в Междусъюзническата война (1913), през август се връща в Българя и на 26 септември 1913 е разформиран, като действащите чинове се превеждат в 19-и пехотен шуменски полк.

## Първа световна война (1915 – 1918)
На 10 септември 1915 година полкът е отново формиран за участие в Първата световна война (1915 – 1918), този път от състава на 9-и пехотен пловдивски полк, част е от 2-ра бригада на 2-ра пехотна тракийска дивизия.
При намесата на България във войната полкът разполага със следния числен състав, добитък, обоз и въоръжение:
| Числен състав                          | Добитък   | Обоз                                     | Въоръжение                           |
| -------------------------------------- | --------- | ---------------------------------------- | ------------------------------------ |
| Офицери: 46 Подофицери и войници: 3513 | Коне: 370 | Обикновени: 45 Товарни: 109 Специални: 3 | Пушки и карабини: 3400 Картечници: 4 |

Полкови свещеници - отец д-р Дамян Гюлов от есента на 1915 г. до март 1917 г. След него отец Кирил Тотков до октомври 1918 г.
След края на войната, през октомври 1918 се връща в Пловдив и е демобилизиран и разформиран, като действащите чинове се превеждат в 21-ви пехотен средногорски полк.

## Командири
Званията са към датата на заемане на длъжността.
| №  | звание       | име            | дати                                       |
| -- | ------------ | -------------- | ------------------------------------------ |
| 1. | Полковник    | Стоян Стоянов  | Балканска война                            |
| 2. | Подполковник | Христо Брайков | Първа световна война (към 1 октомври 1915) |
| 3. | Подполковник | Петко Момчилов | Първа световна война                       |